# 王汝清
王汝清（1460年—？），字廉甫，河南開封府中牟縣人，軍籍，明朝政治人物。

## 生平
河南鄉試第三十名舉人。弘治六年（1493年）中式癸丑科會試第二百二十五名，三甲第二百零二名進士。

## 家族
曾祖王翯；祖父王翰，端安知縣；父王璿，義官。母張氏。永感下。弟王汝洪。